# 다스 케이더스
다스 케이더스(Darth Caedus)는 레전드 세계관 등장인물이며 시스 군주이다.

## 상세
엔도 전투로부터 5년 뒤 한 솔로와 레아 오르가나에 아들로 태어났으며 이름은 제이센 솔로(Jacen Solo)였다. 5분 차이로 쌍둥이누나 제이나 솔로보다 늦게 태어났다.
13세 당시 쌍둥이 누나 제이나 솔로와 함께 제다이 프락시움에서 제다이 수련생으로 들어오게 된다. 데넬 카 드조라는 인물과 사랑에 빠지고 되고 결혼을 하게 되고 엔도 전투로부터 32년 뒤 딸 알라나 솔로를 두게 된다. 4년 뒤 2차 은하내전 당시 포스의 어두운 면으로 타락하여 시스 군주 다스 케이더스가 되고 숙모 마라 제이드 스카이워커를 살해 한다. 시스 군주가 된 후 전쟁의 마지막 전투에서 쌍둥이누나 제이나 솔로와 라이트세이버 결투에서 딸에 대한 생각을 하다가 빈틈을 보여 사망한다.

## 그 외
해외 팬들에겐 다스 베이더보다 강하다고 알려져 있다.
2014년 4월 25일 확장 세계관 (Expanded Universe, 줄여서 EU), 레전드 (Legends) 세계관 리부트 이후 캐넌 (Canon) 작품 스타워즈: 깨어난 포스에서 카일로 렌이 유사성을 가지게 되었다.

## 같이 보기
- 카일로 렌